# Senatskanzlei (Bremen)
Die Senatskanzlei des Landes Bremen ist eine Landesbehörde Bremens, die den Bürgermeister der Hansestadt, der zugleich Präsident des Senats ist, in der Erfüllung seiner Aufgaben unterstützt.
Die Bremer Senatskanzlei ist im Bremer Rathaus untergebracht und besteht aus vier Abteilungen: Der Staatsabteilung, die für die Verbindung zwischen Bremer Regierung auf der einen und den Ländern, dem Bund und anderen staatlichen Organen auf der anderen Seite zuständig ist, der Abteilung Koordinierung und Planung, der Abteilung Protokoll und Auswärtiges sowie der Abteilung Presse und Information. Die Senatskanzlei hatte 2019 etwa 90 Mitarbeiter. Chef der Senatskanzlei (CdS) ist seit August 2019 Staatsrat Thomas Ehmke.
Sie ist unter anderem für die Organisation von Veranstaltungen und den Empfang offizieller Gäste der Bremer Landesregierung sowie protokollarische Angelegenheiten zuständig und bietet auch eine Bürgerberatung an. Sie hat die Rechts- und Fachaufsicht über die 17 stadtbremischen Ortsämter.

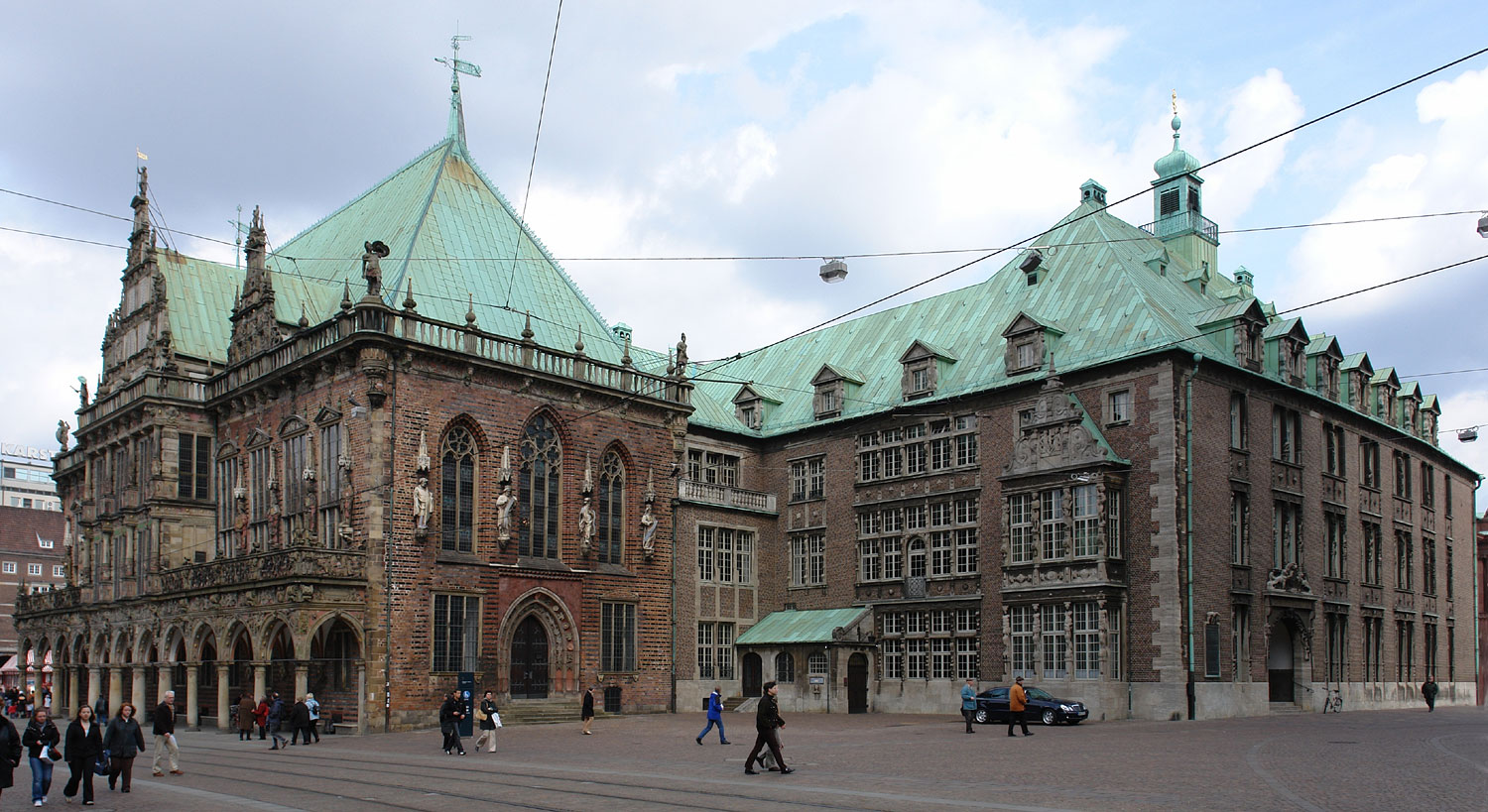
Bremer Rathaus